# Lijst van personen geboren in 1950
Dit is een lijst van personen geboren in 1950.

### januari
- 1 - Ton Verlind, Nederlands tv-journalist en presentator
- 2 - Leo van der Goot, Nederlands diskjockey en radiodirecteur
- 3 - Victoria Principal, Amerikaans actrice
- 4 - Wout Pennings, Nederlands gitarist (overleden 2014)
- 5 - Lex van Rossen, Nederlands popfotograaf (overleden 2007)
- 7 - Erin Gray, Amerikaans actrice
- 8 - Jos Hermens, Nederlands atleet en sportmanager
- 8 - Rommy, Fries volkszanger (overleden 2007)
- 9 - Rio Reiser, Duits zanger, muzikant en acteur (overleden 1996)
- 11 - Theu Boermans, Nederlands schrijver, regisseur en acteur
- 11 - Kees ter Bruggen, Nederlands danseres, fotomodel en actrice
- 14 - Hanne Haller, Duits zangeres (overleden 2005)
- 14 - Edwin de Vries, Nederlands (film)acteur en scenarioschrijver
- 15 - Hans Böhm, Nederlands schaker, schrijver en televisiepresentator
- 15 - Carlo Giovanardi, Italiaans politicus
- 15 - Tsui Hark, Chinees regisseur
- 15 - Marius Trésor, Frans-Guadeloupees voetballer
- 16 - Magda Ilands, Belgisch atlete
- 16 - Nen van Ramshorst, Nederlands politicus
- 16 - Andrea Riccardi, Italiaans politicus
- 16 - Gerard van der Wulp, Nederlands journalist
- 17 - Ján Švehlík, Slowaaks voetballer en voetbalcoach
- 18 - Gianfranco Brancatelli, Italiaans autocoureur
- 18 - Escurinho, Braziliaans voetballer (overleden 2011)
- 18 - Dino Meneghin, Italiaans basketballer
- 18 - Gilles Villeneuve, Canadees autocoureur (overleden 1982)
- 18 - Pouwel Vos, Nederlands politie-inspecteur (overleden 2014)
- 21 - Agnes van Ardenne, Nederlands politica
- 21 - Billy Ocean, Brits zanger
- 23 - Richard Dean Anderson, Amerikaans acteur
- 24 - Laura Kelly, Amerikaans politica; gouverneur van Kansas
- 25 - Jean-Marc Ayrault, Frans politicus en premier
- 26 - Jörg Haider, Oostenrijks rechts-populistisch politicus (overleden 2008)
- 27 - Pedro Juan Gutiérrez, Cubaans journalist, schrijver en artiest
- 29 - Ann Jillian, Amerikaans actrice
- 29 - Jody Scheckter, Zuid-Afrikaans autocoureur
- 30 - Ingo Emmerich, Duits motorcoureur
- 30 - Jack Newton, Australisch golfer (overleden 2022)
- 30 - Trinidad Silva, Amerikaans acteur (overleden 1988)
- 31 - Robert Grubb, Australisch acteur
- 31 - Sijtje van der Lende, Nederlands schaatsster
- 31 - Cees Nieuwenhuizen, Nederlands componist, musicoloog en pianist

### februari
- 1 - Geert Knigge, Nederlands rechtsgeleerde
- 1 - Kazimierz Nycz, Pools rooms-katholiek kardinaal
- 3 - Morgan Fairchild, Amerikaans actrice
- 3 - Rocky Moran, Amerikaans autocoureur
- 4 - Robert Jan Stips, Nederlands toetsenist, arrangeur en producer
- 4 - Mick Woodmansey, Brits drummer
- 6 - Natalie Cole, Amerikaans zangeres (overleden 2015)
- 6 - Paul Gentilozzi, Amerikaans autocoureur en ondernemer
- 7 - Mauro Bellugi, Italiaans voetballer (overleden 2021)
- 7 - Carlos Delgado, Ecuadoraans voetballer
- 10 - Mark Spitz, Amerikaans zwemmer en zevenvoudig olympisch kampioen (1972)
- 11 - Wagno de Freitas, Braziliaans voetballer beter bekend onder zijn spelersnaam Vaguinho
- 12 - Angelo Branduardi, Italiaans zanger
- 12 - Steve Hackett, Brits muzikant
- 12 - Michael Ironside, Canadees acteur
- 13 - Peter Gabriel, Brits zanger, o.a. van Genesis
- 13 - Donna Hanover, Amerikaans actrice, filmproducente, journaliste en schrijfster
- 14 - Raymond van het Groenewoud, Belgisch zanger en liedjesschrijver
- 15 - Lambert Micha, Belgisch atleet
- 18 - Huub Beurskens, Nederlands dichter, schrijver en schilder
- 18 - John Hughes, Amerikaans filmregisseur, -producent en scenarioschrijver (overleden 2009)
- 18 - Cybill Shepherd, Amerikaans actrice
- 19 - Johan Leysen, Belgisch acteur (overleden 2023)
- 20 - Walter Becker, Amerikaans gitarist en songwriter (overleden 2017)
- 20 - Tony Wilson, Brits journalist, muziekproducer en televisiepresentator (overleden 2007)
- 21 - Sahle-Work Zewde, eerste vrouw die president werd van Ethiopië
- 22 - Awn Shawkat al-Khasawneh, Jordaans politicus, diplomaat en rechter
- 22 - Julius Erving, Amerikaans basketballer
- 22 - Lenny Kuhr, Nederlands singer/songwriter
- 22 - Miou-Miou, Frans actrice
- 22 - Julie Walters, Engels actrice en schrijfster
- 24 - Vincent van Rossem, Nederlands architectuurhistoricus
- 24 - George Thorogood, Amerikaans gitarist
- 25 - Jure Jerković, Kroatisch voetballer (overleden 2019)
- 25 - Neil Jordan, Iers regisseur, schrijver en producer
- 25 - Néstor Kirchner, president van Argentinië (overleden 2010)
- 25 - Francisco Fernández Ochoa, Spaans alpineskiër (overleden 2006)
- 25 - Ole Qvist, Deens voetballer
- 26 - Helen Clark, Nieuw-Zeelands politica
- 26 - Lucille George-Wout, Curaçaos politica; sinds 2013 gouverneur van Curaçao
- 27 - Piet van Katwijk, Nederlands wielrenner (overleden 2025)
- 28 - Fred de Graaf, Nederlands politicus en bestuurder (VVD)

### maart
- 2 - Nick MacKenzie, Nederlands zanger
- 3 - Laura Ziskin, Amerikaans filmproducent (overleden 2011)
- 4 - Johan Granath, Zweeds schaatser
- 4 - Ken Robinson, Brits onderwijsexpert (overleden 2020)
- 4 - Martin Venix, Nederlands wielrenner
- 5 - Fritz Reitmaier, Duits motorcoureur
- 7 - Lieneke Dijkzeul, Nederlands schrijfster
- 11 - Bobby McFerrin, Amerikaans zanger ("Don't Worry, Be Happy")
- 11 - Salvador Imperatore, Chileens voetbalscheidsrechter
- 11 - Ruud Smit, Nederlands atleet
- 12 - Ramón, Braziliaans voetballer
- 13 - William H. Macy, Amerikaans acteur
- 17 - Peter Robinson, Brits-Canadees schrijver (overleden 2022)
- 18 - Dick Berlijn, Nederlands militair
- 18 - Rod Milburn, Amerikaans atleet (overleden 1997)
- 18 - Larry Perkins, Australisch autocoureur
- 19 - Jose Palma, Filipijns aartsbisschop
- 19 - James Redfield, Amerikaans schrijver (De Celestijnse belofte)
- 20 - Kris De Bruyne, Belgisch kleinkunstzanger ("Amsterdam") (overleden 2021)
- 20 - William Hurt, Amerikaans acteur (overleden 2022)
- 20 - Leen Wuyts, Belgisch atlete en atletiekcoach
- 21 - Roger Hodgson, Brits zanger en voormalig lid van Supertramp
- 21 - Sergej Lavrov, Russisch politicus
- 21 - Anders Linderoth, Zweeds voetballer en voetbalcoach
- 22 - Jocky Wilson, Schots darter (overleden 2012)
- 23 - Olga Buckley, Arubaans dichteres en kinderboekenschrijfster
- 23 - Hennie van der Most, Nederlands ondernemer
- 24 - Jos Collignon, Nederlands cartoonist
- 24 - Koos Keijzer, Nederlands atleet
- 26 - Teddy Pendergrass, Amerikaans zanger en componist (overleden 2010)
- 27 - Tony Banks, Brits musicus
- 27 - Maria Ewing, Amerikaans operazangeres (overleden 2022)
- 27 - Terry Yorath, Welsh voetballer en voetbalcoach
- 29 - Mory Kanté, Guinees zanger en griot ("Yeké Yeké") (overleden 2020)
- 29 - Peter Timofeeff, Nederlands televisieweerman
- 30 - Robbie Coltrane, Schots acteur en komiek (overleden 2022)
- 30 - Jesús Reyes Heroles González Garza, Mexicaans econoom, zakenman en politicus (overleden 2024)
- 31 - András Adorján, Hongaars schaker (overleden 2023)
- 31 - Mia De Vits, Belgisch Europarlementslid
- 31 - Mohamed Fellag, Algerijns komiek, acteur en schrijver
- 31 - Hallie Foote, Amerikaans actrice
- 31 - Henk Hage, Nederlands beeldend kunstenaar (overleden 2022)
- 31 - Pedro Infante jr., Mexicaans zanger en acteur (overleden 2009)

### april
- 1 - Samuel Alito, Amerikaans rechter
- 1 - Henk Krol, Nederlands journalist en politicus
- 1 - Ed Nijpels, Nederlands politicus (VVD) en bestuurder
- 2 - Claude Mandonnaud, Frans zwemster
- 2 - Zhang Yimou, Chinees filmregisseur
- 3 - Claudiomiro, Braziliaans voetballer (overleden 2018)
- 4 - John Brack, Zwitsers zanger (overleden 2006)
- 4 - Pip Pyle, Brits drummer, o.a. van Gong (overleden 2006)
- 5 - Agnetha Fältskog, Zweeds zangeres van ABBA
- 5 - Everett Morton, Brits drummer (overleden 2021)
- 8 - Addy van den Krommenacker, Nederlands modeontwerper
- 8 - Grzegorz Lato, Pools voetballer
- 8 - Jean-Pierre Pernaut, Frans journalist en nieuwslezer (overleden 2022)
- 10 - Ramon Dwarka Panday, Surinaams politicus (overleden 2013)
- 11 - Ina Brouwer, Nederlands politica
- 11 - Karl Menzen, Duits beeldhouwer (overleden 2020)
- 11 - Pieter Muysken, Nederlands taalkundige en hoogleraar (overleden 2021)
- 12 - Joyce Banda, Malawisch politica
- 12 - David Cassidy, Amerikaans zanger en acteur (overleden 2017)
- 13 - Ron Perlman, Amerikaans acteur
- 13 - Gijs Wanders, Nederlands journalist en presentator van het NOS Journaal
- 14 - Ansje Beentjes, Nederlands actrice
- 15 - Jango Edwards, Amerikaans komiek en entertainer (overleden 2023)
- 15 - Neca, Braziliaans voetballer
- 15 - Amy Wright, Amerikaans actrice
- 16 - David Graf, Amerikaans acteur (overleden 2001)
- 17 - Cristina Ortiz, Braziliaans pianiste
- 17 - L. Scott Caldwell, Amerikaans actrice
- 19 - Friedrick van Stegeren, Nederlands/Italiaans diskjockey
- 20 - Toine van de Goolberg, Nederlands atleet
- 22 - Peter Frampton, Brits gitarist en zanger
- 28 - Jay Leno, Amerikaans talkshowpresentator
- 30 - Mohamed el-Fers, Nederlands schrijver, journalist en filmmaker (overleden 2024)

### mei
- 1 - Werewere Liking, Kameroens kunstschilderes, theaterregisseuse en schrijfster
- 2 - Lou Gramm, Amerikaans rockzanger en songwriter
- 3 - Mary Hopkin, Brits zangeres
- 4 - René van Asten, Nederlands acteur
- 4 - Magda Berndsen, Nederlands politica en burgemeester
- 4 - Anghel Iordănescu, Roemeens voetballer en voetbalcoach
- 4 - Trevor Whymark, Engels voetballer (overleden 2024)
- 5 - Bill Beswick, Brits sportpsycholoog, basketbal- en voetbaltrainer
- 5 - Maggie MacNeal (Sjoukje Smit), Nederlands zangeres van Mouth & MacNeal
- 5 - Frans van Seumeren, Nederlands ondernemer
- 6 - Samuel Doe, Liberiaans militair leider (overleden 1990)
- 7 - Vladko Panajotov, Bulgaars wetenschapper en politicus
- 7 - Tim Russert, Amerikaans journalist, publicist en advocaat (overleden 2008)
- 8 - Lepo Sumera, Estisch componist en politicus (overleden 2000)
- 8 - Guy Van Cauteren, Belgisch kok (overleden 2020)
- 9 - Willie Berkers, Nederlands kunstschilder
- 9 - Jan Decorte, Belgisch acteur
- 9 - Louk Sanders, Nederlands tennisser
- 11 - Evert van Ballegooie, Nederlands internist (overleden 2008)
- 12 - Gabriel Byrne, Iers acteur
- 12 - Renate Stecher, Oost-Duits atlete
- 13 - Stevie Wonder, Amerikaans zanger, producer en songwriter
- 14 - Mark Blum, Amerikaans acteur en filmproducent (overleden 2020)
- 14 - Celso Valli, Italiaans componist, dirigent en muzikant (overleden 2025)
- 15 - Jørgen Marcussen, Deens wielrenner
- 16 - Georg Bednorz, Duits natuurkundige en Nobelprijswinnaar
- 17 - Janez Drnovšek, president van Slovenië (overleden 2008)
- 18 - Thomas Gottschalk, Duitse radio- en televisiepresentator en acteur
- 19 - Ron Brandsteder, Nederlands presentator (overleden 2025)
- 20 - Trudy Ruth, Nederlands atlete
- 20 - Harry Vermeegen, Nederlands sportjournalist en televisiepresentator
- 22 - Bernie Taupin, Engels-Amerikaans tekstdichter
- 23 - William Barr, Amerikaans jurist en politicus
- 23 - Aleksandr Klepikov, Sovjet-Russisch roeier (overleden 2021)
- 23 - Martin McGuinness, Noord-Iers politicus (overleden 2017)
- 25 - Jevgeni Koelikov, Russisch schaatser
- 26 - Max van der Does, Nederlands atleet
- 28 - James Harris, Amerikaans professioneel worstelaar (overleden 2020)
- 29 - Rebbie Jackson, Amerikaans zangeres
- 30 - Sten Ziegler, Deens voetballer
- 31 - Yvonne Kroonenberg, Nederlands schrijfster en columniste
- 31 - Edgar Savisaar, Estisch politicus, was premier en burgemeester van Tallinn  (overleden 2022)

### juni
- 1 - Charlene, Amerikaans zangeres
- 1 - Annemarie Jorritsma, Nederlands politica (VVD), minister en burgemeester van Almere
- 1 - Ferdi Karmelk, Nederlands gitarist (overleden 1988)
- 1 - Gennadi Manakov, Russisch ruimtevaarder (overleden 2019)
- 1 - Tom Robinson, Brits zanger
- 3 - Peter de Bie, Nederlands journalist en radiopresentator (overleden 2025)
- 3 - Suzi Quatro, Amerikaans zangeres
- 3 - Deniece Williams, Amerikaans zangeres
- 3 - Marianne Bachmeier, Duitse die de moordenaar van haar dochter doodschoot (overleden 1996)
- 3 - Jorge José Benitez, Argentijns voetballer en voetbaltrainer
- 4 - Eddy Fortes, Kaapverdisch-Nederlands rapper
- 5 - Haijo Apotheker, Nederlands politicus en bestuurder
- 5 - Gary Graham, Amerikaans acteur (overleden 2024)
- 5 - Jaap Uilenberg, Nederlands voetbalscheidsrechter
- 6 - Chantal Akerman, Belgisch regisseuse (overleden 2015)
- 6 - Dan Shaver, Amerikaans autocoureur (overleden 2007)
- 7 - Howard Finkel, Amerikaans professioneel worstelomroeper (overleden 2020)
- 8 - Paul De Preter, Belgisch atleet en handballer
- 9 - Trevor Bolder, Brits bassist (overleden 2013)
- 11 - Pancho Carter, Amerikaans autocoureur
- 11 - Vanderlei Eustáquio de Oliveira, Braziliaans voetballer ook bekend als Palhinha (overleden 2023)
- 11 - Bjarne Stroustrup, Deens informaticus
- 13 - Gloria Wekker, Surinaams-Nederlands antropologe
- 14 - Fred Hemmes sr., Nederlands tennisser
- 14 - Rowan Williams, Brits anglicaans theoloog en aartsbisschop
- 16 - Klaus Lage, Duits zanger
- 17 - Han Berger, Nederlands voetbalcoach
- 17 - Dany Lademacher, Belgisch gitarist (overleden 2025)
- 18 - Annelie Ehrhardt, Oost-Duits atlete (overleden 2024)
- 18 - Heddy Lester, Nederlands zangeres en actrice (overleden 2023)
- 19 - Daria Nicolodi, Italiaans actrice en scenarioschrijfster (overleden 2020)
- 20 - Henk Medema, Nederlands uitgever en publicist (overleden 2024)
- 21 - Helma Neppérus, Nederlands politica (Tweede Kamerlid VVD)
- 23 - Manfrini, Braziliaans voetballer
- 24 - Hedy Gubbels, Nederlands beeldend kunstenares (overleden 2023)
- 25 - Ove König, Zweeds schaatser (overleden 2020)
- 26 - Makgatho Mandela, zoon van Nelson Mandela (overleden 2005)
- 30 - Paulette Fouillet, Frans judoka (overleden 2015)
- 30 - Willem Urlings, Nederlands burgemeester

### juli
- 2 - Andrés Bermúdez Viramontes, Mexicaans-Amerikaans politicus en ondernemer (overleden 2009)
- 2 - Annika Thor, Zweeds kinderboekenschrijfster
- 4 - Steven Sasson, Amerikaans elektrotechnicus en uitvinder
- 5 - Carlos Caszely, Chileens voetballer
- 5 - Hendrik de Regt, Nederlands componist
- 6 - Ruud Dijkers, Nederlands beeldhouwer
- 8 - Maria van Daalen (Maria Machelina de Rooij), Nederlands dichter en schrijfster
- 8 - Mark Robbroeckx, Belgisch beeldend kunstenaar
- 10 - Mario Soto, Chileens voetballer
- 11 - Bruce McGill, Amerikaans acteur
- 11 - Bonnie Pointer, Amerikaans zangeres The Pointer Sisters (overleden 2020)
- 12 - Eric Carr, Amerikaans drummer (Kiss) (overleden 1991)
- 14 - Mario Osbén, Chileens voetballer en voetbalcoach (overleden 2021)
- 15 - Dodi Apeldoorn, Nederlands schrijfster, presentatrice en omroepster
- 15 - Colin Barnett, 29e premier van West-Australië
- 15 - Sándor Egervári, Hongaars voetballer en voetbalcoach
- 15 - Luis Augusto García, Colombiaans voetballer en voetbalcoach
- 15 - Robert Jacqmain, Belgisch atleet
- 16 - Dennis Priestley, Engels darter
- 17 - Rob Guest, Nieuw-Zeelands (musical)acteur en zanger (overleden 2008)
- 17 - Derek de Lint, Nederlands acteur
- 17 - Margriet Talpe, Belgisch ondernemer (overleden 2012)
- 18 - Richard Branson, Brits ondernemer
- 18 - Jack Layton, Canadees politicus (overleden 2011)
- 19 - Jocelyn Lovell, Canadees wielrenner (overleden 2016)
- 21 - Ubaldo Fillol, Argentijns voetballer
- 22 - Miloslava Rezková Tsjecho-Slowaakse atlete (overleden 2014)
- 22 - Martien Brinkman, Nederlands theoloog
- 23 - Hetty Luiten, Nederlands romanschrijfster en columniste (overleden 2013)
- 26 - Terry Denton, Australisch illustrator en schrijver
- 27 - Meindert Schollema, Nederlands burgemeester (overleden 2019)
- 27 - Amerigo Thodé, Curaçaos politicus (overleden 2023)
- 29 - Maricica Puică, Roemeens atlete
- 29 - Mike Starr, Amerikaans acteur
- 30 - Wim De Craene, Vlaams zanger (overleden 1990)
- 30 - Vincenz Liechtenstein, Oostenrijks politicus (overleden 2008)
- 30 - Massimo Schuster, Italiaans poppenspeler, -maker en -regisseur
- 31 - Jan Simon Minkema, Nederlands acteur
- 31 - Vic van de Reijt, Nederlands uitgever en publicist
- 31 - Charlie Williams, Brits motorcoureur

### augustus
- 2 - Graham Hancock, Brits journalist en schrijver
- 2 - Graham Kendrick, Engels christelijk singer-songwriter
- 3 - Waldemar Cierpinski, Oost-Duits atleet
- 3 - Gerard Hiwat, Surinaams politicus en diplomaat
- 4 - Jens Steffensen, Deens voetballer
- 5 - Lucien Didier, Luxemburgs wielrenner
- 5 - Ad Latjes, Nederlands ondernemer
- 5 - Rosi Mittermaier, Duits alpineskiester (overleden 2023)
- 6 - Erwin Kroll, Nederlands televisieweerman
- 8 - Martine Aubry, Frans politica
- 9 - Anémone, Frans actrice (overleden 2019)
- 10 - Patti Austin, Amerikaans r&b-, soul- en jazzzangeres
- 10 - Theo Custers, Belgisch voetballer
- 10 - Hans van Maanen, Nederlands wetenschapsjournalist en schrijver
- 10 - James Reynolds, Amerikaans acteur
- 11 - Steve Wozniak, Amerikaans ondernemer
- 12 - Iris Berben, Duits actrice
- 14 - Frank Dingenen, Vlaams acteur, komiek en televisiepresentator
- 15 - Prinses Anne, lid van het Engelse koninklijk huis
- 16 - Hasely Crawford, atleet uit Trinidad en Tobego
- 16 - Hans van der Woude, Nederlands acteur
- 16 - Neda Ukraden, Joegoslavisch zangeres
- 17 - Bartho Braat, Nederlands acteur
- 20 - Frans Van Looy, Belgisch wielrenner (overleden 2019)
- 21 - Patrick Juvet, Zwitsers singer-songwriter (overleden 2021)
- 23 - Izabela Jaruga-Nowacka, Pools politica (overleden 2010)
- 24 - Andrej Jakoebik, Sovjet-Russisch voetballer
- 25 - Charles Fambrough, Amerikaans jazzbassist en -componist (overleden 2011)
- 25 - Willy DeVille, Amerikaans zanger (overleden 2009)
- 26 - Benjamin Hendrickson, Amerikaans acteur (overleden 2006)
- 26 - Renno Roelandt, Belgisch atleet
- 26 - Carlos Sevilla, Ecuadoraans voetballer en voetbalcoach
- 26 - Paul van Tongeren, Nederlands filosoof en theoloog
- 27 - Adri Duivesteijn, Nederlands politicus (overleden 2023)
- 27 - Charles Fleischer, Amerikaans acteur en komiek
- 27 - John Turnbull, Brits popartiest
- 27 - Elizbar Ubilava, Georgisch schaker
- 27 - Sije Visser, Nederlands voetballer
- 28 - Lindsay Bloom, Amerikaans actrice
- 29 - Jan van den Bosch, Nederlands televisiepresentator en ondernemer
- 30 - Antony Gormley, Brits kunstenaar
- 31 - Kees Tabak, Nederlands (pop)fotograaf

### september
- 1 - Michail Fradkov, Russisch politicus
- 1 - Dudu Georgescu, Roemeens voetballer
- 1 - Stefan Junge, Duits atleet
- 1 - Lai Sun Cheung, Hongkongs voetballer en voetbalcoach (overleden 2010)
- 1 - Phil McGraw, Amerikaans psycholoog en presentator
- 1 - Luk Van Mello, Vlaams acteur (overleden 2020)
- 5 - Pave Maijanen, Fins zanger (overleden 2021)
- 6 - Béatrice Longuenesse, Frans filosoof
- 8 - James Mattis, Amerikaans militair en politicus
- 9 - René Mücher, Nederlands voetballer
- 11 - Barry Sheene, Brits motorcoureur (overleden 2003)
- 12 - Bob van Hellenberg Hubar, Nederlands filmproducent en advocaat (overleden 2008)
- 16 - Virginia Pérez-Ratton, Costa Ricaans kunstenares en curator (overleden 2010)
- 17 - Narendra Modi, Indiaas politicus en premier
- 17 - Robert Edward Slavin, Amerikaans psycholoog (overleden 2021)
- 19 - Peter van Ingen, Nederlands journalist en tv-presentator
- 19 - Meg Wittner, Amerikaans actrice
- 20 - Charlie Aptroot, Nederlands politicus en bestuurder
- 20 - Felix Strategier, Nederlands acteur en theatermaker (overleden 2020)
- 21 - Karel Bonsink, Nederlands voetballer en voetbalcoach
- 21 - Bill Murray, Amerikaans acteur
- 21 - Dirk Scheringa, Nederlands zakenman en sportbestuurder
- 22 - Dick Helling, Nederlands voetballer (overleden 2018)
- 22 - Kirka, Fins zanger (Kiril Babitzin) (overleden 2007)
- 23 - Alexandre Adler, Frans historicus, politicoloog en journalist (overleden 2023)
- 23 - Tim Keller, Amerikaans predikant (overleden 2023)
- 25 - Stanisław Szozda, Pools wielrenner (overleden 2013)
- 26 - Marieke van Leeuwen, Nederlands actrice, regisseuse en dichteres
- 27 - John Marsden, Australisch schrijver (overleden 2024)
- 27 - Héctor Scotta, Argentijns voetballer
- 30 - Laura Esquivel, Mexicaans schrijfster
- 30 - Willy Jansen, Nederlands hoogleraar
- 30 - Renato Zero, Italiaans zanger

### oktober
- 1 - Randy Quaid, Amerikaans acteur
- 1 - Ad van Sleuwen, Nederlands componist en organist
- 2 - Mike Rutherford, Brits bassist en zanger, o.a. van Genesis en Mike and the Mechanics
- 3 - Sumio Endo, Japans judoka
- 3 - Pamela Hensley, Amerikaans actrice
- 7 - Jakaya Kikwete, Tanzaniaans politicus
- 7 - Maartje van Weegen, Nederlands journaliste voor de NOS
- 8 - Miguel Ángel Brindisi, Argentijns voetballer en trainer
- 10 - Péter Forgács, Hongaars fotograaf, mediakunstenaar en filmmaker
- 10 - Peter Jan Rens, Nederlands acteur en presentator
- 10 - J.D. Robb, Amerikaans detectiveschrijfster
- 10 - Nora Roberts, Amerikaans romanschrijfster
- 11 - Jaime Córdoba, Curaçaos politicus (overleden 2024)
- 12 - Tom Blomberg, Nederlands radioproducer
- 12 - Robert Kranenborg, Nederlands chef-kok
- 12 - Anna Tibaijuka, Tanzaniaans politicus en voormalig directeur van UN-HABITAT
- 13 - Ellen Brusse, Nederlands televisieomroepster
- 14 - Kees Buenen, Nederlands musicus, componist en muziekproducent
- 15 - Ignace Baert, Vlaams zanger, componist, tekstschrijver en pianist
- 15 - Candida Royalle, Amerikaans pornoactrice, -regisseuse en -producente (overleden 2015)
- 17 - Gerard Krul, Nederlands vakbondsman en hoofdredacteur (overleden 2006)
- 17 - Sandra Reemer, Nederlands zangeres (overleden 2017)
- 18 - Koos Dalstra, Nederlands dichter en beeldend kunstenaar
- 19 - Theo Engelen, Nederlands kinderboekenschrijver
- 19 - Frans Van Den Wijngaert, Belgisch voetbalscheidsrechter
- 20 - Tom Petty, Amerikaans muzikant (overleden 2017)
- 21 - Jo Crepain, Vlaams architect (overleden 2008)
- 21 - William Marlin, Sint-Maartens premier
- 21 - Conny Mus, Nederlands journalist (overleden 2010)
- 21 - Paul Philipp, Luxemburgs voetballer, voetbalcoach en voetbalbestuurder
- 22 - Viktor Zvjahintsev, Oekraïens voetballer (overleden 2022)
- 23 - Guy Bleus, Belgisch beeldend kunstenaar
- 23 - Harry Sacksioni, Nederlands gitarist en componist
- 24 - Iggy Arroyo, Filipijns politicus (overleden 2012)
- 24 - Bert Pronk, Nederlands wielrenner (overleden 2005)
- 25 - Chris Norman, Brits zanger en gitarist
- 26 - Nico Braun, Luxemburgs voetballer
- 26 - René/Renate Stoute, Nederlands schrijver/schrijfster en dichter(es) (overleden 2000)
- 27 - Cees Priem, Nederlands wielrenner en ploegleider
- 28 - Hennie Spijkerman, Nederlands voetbaltrainer
- 29 - Abdullah Gül, Turks president
- 30 - Rodolfo Gómez, Mexicaans langeafstandsloper
- 31 - John Candy, Canadees acteur (overleden 1994)
- 31 - Moon Martin, Amerikaans singer-songwriter (overleden 2020)

### november
- 1 - Robert Betts Laughlin, Amerikaans natuurkundige en Nobelprijswinnaar
- 1 - Jim McCluskey, Schots voetbalscheidsrechter (overleden 2013)
- 1 - Jan Evert Veer, Nederlands waterpoloër
- 4 - Markie Post, Amerikaans actrice en filmproducente (overleden 2021)
- 6 - Antonio Abad Collado, Spaans wielrenner
- 6 - Lothar Kurbjuweit, Oost-Duits voetballer
- 6 - Rik Schoofs, Belgisch atleet
- 12 - Coen van Vrijberghe de Coningh, Nederlands acteur (overleden 1997)
- 13 - Johan Adriaenssen, Nederlands componist, pianist en beiaardier
- 13 - Dušan Radolský, Slowaaks voetballer en voetbalcoach
- 13 - Rob Schröder, Nederlands filmmaker (overleden 2024)
- 14 - Franky Boy, Nederlands (Limburgs) zanger
- 15 - Rob Hoogland, Nederlands journalist en columnist
- 15 - Patty Mundt, Nederlands hockeyspeler (overleden 2023)
- 15 - Willem Otterspeer, Nederlands historicus en biograaf
- 15 - Mac Wilkins, Amerikaans atleet
- 16 - Héctor Baley, Argentijns voetballer
- 16 - Jaime Morón, Colombiaans voetballer (overleden 2005)
- 17 - Roland Matthes, Oost-Duits zwemmer (overleden 2019)
- 18 - Jouko Alila, Fins voetballer
- 21 - Henk Tennekes, Nederlands toxicoloog (overleden 2020)
- 23 - Chuck Schumer, Amerikaans Democratisch politicus
- 25 - Ya'akov Edery, Israëlisch politicus
- 26 - Dieter Burdenski, (West-)Duits voetballer (overleden 2024)
- 28 - Ed Harris, Amerikaans acteur
- 28 - Russell Hulse, Amerikaans natuurkundige en Nobelprijswinnaar

### december
- 1 - Filippos Petsalnikos, Grieks politicus (overleden 2020)
- 2 - Geir Høgsnes, Noors socioloog (overleden 2009)
- 3 - Alberto Juantorena, Cubaans atleet en politicus
- 4 - Karel van de Graaf, Nederlands journalist en presentator (overleden 2023)
- 6 - Guy Drut, Frans atleet en politicus
- 6 - Daniel Sahuleka, Moluks-Nederlands zanger
- 8 - Rudy Englebert, Nederlands basgitarist (overleden 2023)
- 9 - Joan Armatrading, Brits zangeres
- 13 - Tom Vilsack, Amerikaans Democratisch politicus
- 15 - Ernst Hirsch Ballin, Nederlands politicus en rechtsgeleerde
- 16 - Roy Schuiten, Nederlands wielrenner en ploegleider (overleden 2006)
- 17 - Óscar Fabbiani, Chileens voetballer
- 19 - Gilda De Bal, Vlaams actrice (Heterdaad)
- 21 - Kerry Sanderson, 32e gouverneur van West-Australië
- 24 - Gilberto Alves, Braziliaans voetballer
- 24 - Peter te Bos, Nederlands muzikant en grafisch ontwerper
- 25 - Christine Bols, Vlaams schrijfster
- 27 - Roberto Bettega, Italiaans voetballer
- 27 - Jack van Gelder, Nederlands radio- en televisiepresentator
- 27 - Doug Stone, Amerikaans stemacteur
- 30 - Dave Stewart, Brits musicus
- 31 - Doble-R, Curaçaos componist en muzikant

### datum niet bekend
- Hama Amadou, Nigerees politicus (overleden 2024)
- Tamarah Benima, Nederlands journaliste, columniste, vertaalster en liberaal rabbijn
- Christiaan Bor, Nederlands violist
- Jamie Clarkston Collins, Schots songwriter
- Ganesh Devy, Indiaas tribaal onderzoeker en literatuurcriticus
- Lidewij Edelkoort, Nederlands trendwatcher
- Ellie Hahn, Nederlands beeldhouwster en academiedocente
- Rudie Kagie, Nederlands journalist
- Erdal Kızılçay, Turks musicus
- Ulrike Koch, Duits sinologe, filmregisseuse en scenarioschrijfster (overleden 2024)
- Liesbeth de Vries, Nederlands hoogleraar medische oncologie